# Афанасіївський символ віри

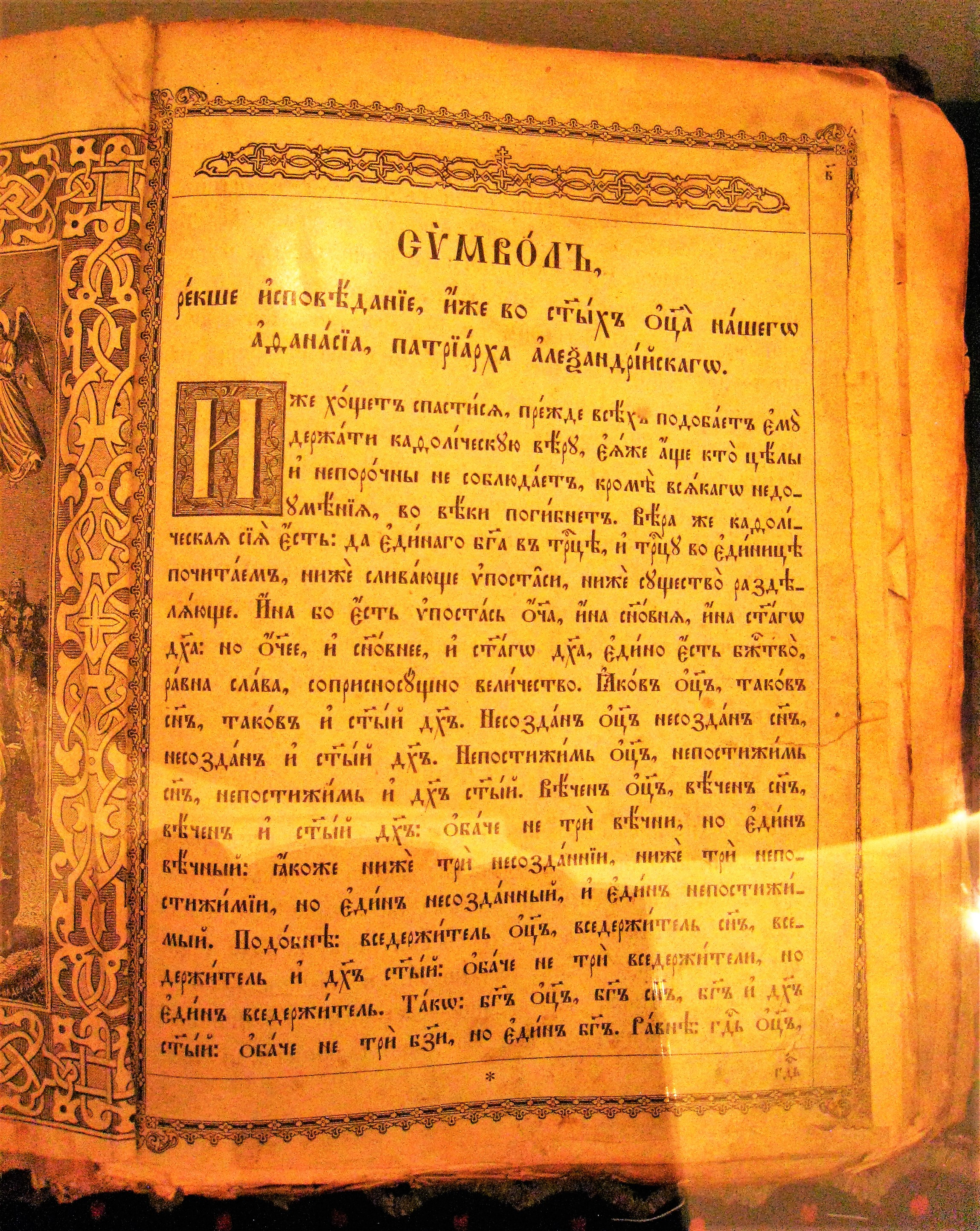

Афанасіївський символ віри (лат. Symbolum Quicumque) — стародавній християнський символ віри, який традиційно приписується св. Афанасію Александрійському, котрий жив у IV столітті. Проте більшість істориків думає, що його складено з початком V століття, — до того ж латиною, а не грецькою мовою. Серед імовірних авторів цього символу віри находяться св. Амвросій Медіоланський, св. Августин, св. Вінсент Лерінський.
Символ містить спростування численних єресей перших століть християнства, головним чином аріанства й несторіанства. У текст символу входить філіокве, що доводить його появу в Західній церкві вже в V столітті.
Текст афанасіївського символу віри використовується в богослужінні Римо-католицької церкви у складі Літургії годин; його також використовуютьють у богослужіннях англікани. У православній церкві афанасіївський символ віри не застосовують.

## Текст
| 1. Кожен, хто бажає спастися, повинен над усе дотримуватися правдивої, загальної християнської віри. 2. Той, хто не зберігає її в цілості та чистоті, безсумнівно є приречений на вічні муки. 3. Правдива ж християнська віра є така: Ми поклоняємось єдиному Богові в трьох особах та трьом особам у єдиному Божестві, 4. ми не змішуємо іпостасі та не поділяємо на частини Божественну сутність. 5. Бо одна іпостась Отця. Інша — Сина, ще інша — Духа Святого, 6. але Отець, і Син, і Святий Дух є одне Божество: слава Його одна, велич Його одна та вічна. 7. Який Отець, такий і Син, такий і Дух Святий: 8. нестворений Отець, нестворений Син, нестворений Дух Святий. 9. Неосяжний Отець, неосяжний Син, неосяжний Дух Святий. 10. Вічний Отець, вічний Син, вічний Дух Святий. 11. Але немає трьох вічних, а тільки один вічний. 12. Так само й немає трьох нестворених, трьох неосяжних, але є тільки один нестворений та один неосяжний. 13. Так само всемогутній Отець, всемогутній Син, всемогутній Дух Святий. 14. Однак не існує трьох всемогутніх, але тільки один всемогутній. 15. Так само Отець є Бог, Син є Бог, Дух Святий є Бог. 16. Однак не існує трьох Богів, а один Бог. 17. Так само Отець є Господь, Син є Господь, Дух Святий є Господь. 18. Однак не існує трьох Господів, а один Господь. 19. Бо так само, як християнська правда вимагає від нас визнавати кожну іпостась окремо за Бога та Господа, так само і вселенська християнська віра забороняє нам говорити про трьох Богів або Господів. 20. Ніхто Отця не створив, ніхто Його не зробив з нічого, ніхто Його не народив. 21. Син тільки від Отця, незроблений, не створений, але народжений. 22. Дух Святий від Отця та Сина не зроблений, не створений, і не народжений, але ісходить. 23. Отже, є один Отець, а не три Отці, один Син, а не три Сини, один Дух Святий, а не три Духи Святих. 24. І серед цих трьох осіб ніхто не є першим чи останнім, ніхто не є більшим а чи меншим від іншого, 25. а всі три іпостасі між собою однаково вічні та рівні: отже, слід поклонятися як цим трьом в одному Божестві, так і Богові в цих трьох особах. 26. Отже тому, хто бажає спасіння належить так думати про три особи в Богові. 27. Але для вічного спасіння ще належить твердо вірити у втілення Господа нашого Ісуса Христа. 28. Таким чином, правдива віра полягає в тому, що ми віруємо та сповідуємо те, що Господь наш Ісус Христос, Син Божий є Бог, і є людина. 29. Він Бог, перед усіма віками від єства Отця народжений, людина народжена від єства матері, 30. досконалий Бог і досконала людина, яка має наділену розумом душу та людське тіло, що існують разом; 31. з боку Бога — Він рівний з Отцем, з боку людини — Він менший від Отця. 32. Хоча Він є Богом, і людиною, немає, однак, двох Христів, а є один. 33. Він є один не через те, що Боже перетворилося в людське, а через те, що Бог стався людиною. 34. Він цілком один: однак не через те, що обидва єства змішалися, а через те, що вони складають одну особу. 35. Бо так само, як і душа, яка наділена розумом, і тіло складають одну людину, так і Бог, і людина є один Христос, 36. Який страждав заради нашого спасіння, зійшов до пекла, воскрес із мертвих третього дня, 37. вознісся на небеса і сидить праворуч Бога Отця, Бога всемогутнього, звідки Він прийде судити живих і мертвих, 38. Після того, як Він прийде, усі люди мають тілесно постати з мертвих, щоб дати звіт у вчинках своїх: 39. ті, хто робив добре, увійдуть до життя вічного, а ті, хто чинив зло — у вогонь вічний. 40. Це є правдивою, вселенською християнською вірою. Хто чесно і твердо не вірує в це, той спастися не може. |
| |